# Клодель, Вероник
Верони́к Клоде́ль (фр. Véronique Claudel; 22 ноября 1966, Корнимон, Лотарингия) —  французская биатлонистка, олимпийская чемпионка 1992 года в эстафете 3х7,5 км, бронзовая призёрка Олимпийских игр 1994 года в этой же дисциплине, многократная призёрка чемпионатов мира.
Муж — Янник Боте (остеопат, один из первых тренеров биатлониста Мартена Фуркада), дочь — Паула Боте (род. 2000, биатлонистка).